# Rosso nel buio
Rosso nel buio (Les Liens de Sang o Blood Relatives) è un film del 1978 diretto da Claude Chabrol.
La pellicola è tratta dal romanzo Parenti di sangue per l'87º Distretto (Blood Relatives; 1977) dello scrittore statunitense Ed McBain.

## Trama
Montréal, Canada: l'ispettore Steve Carella deve far luce sul brutale omicidio della diciassettenne Muriel Stark, aggredita nottetempo in un vicolo cittadino da un misterioso maniaco sessuale. La vittima era in compagnia della giovanissima cugina Patricia ed insieme rincasavano da una festa quando hanno subito il turpe tentativo di violenza. Patricia, ferita ma ancora viva, dopo essere sfuggita all'aggressore si rifugia nel più vicino distretto di polizia. I sospetti cadono subito sui maniaci sessuali già schedati dalle forze dell'ordine. Fra di loro c'è il viscido pedofilo Doniac che però, durante un riconoscimento all'americana avvenuto insieme con gli altri sospetti, non viene riconosciuto dalla sopravvissuta e quindi scagionato.
La prima versione dei fatti, stando ai ricordi confusi di Patricia, indica come l'aggressore un giovane bianco armato di coltellaccio. Ma l'ispettore Carella non è affatto persuaso da quella ricostruzione approssimativa e fornita in un evidente stato di shock. Ai funerali di Muriel, l'ispettore nota il giovane e disperato cugino Andrew dibattersi e struggersi sulla bara della defunta parente. Colpito da quella scena, ancora più persuaso dal dover giungere quanto prima alla soluzione del caso, il poliziotto chiede a Paritricia di raccontagli tutta la verità sull'aggressione subita nottetempo. La ragazza gli rivela d'aver mentito. L'aggressore è suo cugino Andrew che, a dire della spaventata ragazza, da tempo era morbosamente invaghito di Muriel.
Le indagini di Carella ripartono dal luogo di lavoro di Muriel. Nell'agenzia dove ella lavorava come segretaria, la giovane aveva una relazione clandestina con un suo maturo e seducente superiore. Un uomo sposato che racconta al poliziotto la relazione ma anche dell'ossessiva presenza dell'incriminato cugino.
Il ritrovamento del diario della vittima servirà a far luce definitivamente sulla triste vicenda. Muriel ed Andrew, cresciuti insieme nella stessa casa come fossero due fratelli, vivevano da tempo un passionale relazione. Muriel credeva di essere incinta ed aveva anche consultato un ginecologo per interrompere la gravidanza. Ma, dopo aver scoperto di non essere in dolce attesa, le sue attenzioni nei confronti del cugino non erano state più le stesse. Nella vita della giovane erano diventate importanti solo le molte attenzioni ricevute da parte del suo superiore.

## Curiosità
Il romanzo da cui è stato tratto il film è stato pubblicato in Italia, nel 1977, nella collana de Il Giallo Mondadori. Parenti di Sangue per l'87º Distretto (Blood Relatives; 1977) dello scrittore statunitense Ed McBain. È stato il numero 1471 de Il Giallo Mondadori, datato 10 aprile 1977.